# Kropiwniki (sielsowiet Jody)
Kropiwniki – dawna wieś. Tereny, na których leżała, znajdują się obecnie na Białorusi, w obwodzie witebskim, w rejonie szarkowszczyńskim, w sielsowiecie Jody.
Dawniej używana nazwa – Krapiwniki.

## Historia
W czasach zaborów wieś w powiecie dzisieńskim, w guberni wileńskiej Imperium Rosyjskiego.
W latach 1921–1945 wieś leżała w Polsce, w województwie wileńskim, w powiecie dziśnieńskim (od 1926 w powiecie brasławskim), w gminie Jody.
Według Powszechnego Spisu Ludności z 1921 roku zamieszkiwało tu 111 osób, 61 było wyznania prawosławnego a 50 staroobrzędowego. Jednocześnie 32 mieszkańców zadeklarowało polską przynależność narodową a 79 białoruską. Było tu 19 budynków mieszkalnych. Wykaz z 1931 roku rozróżnia Kropiwniki I i Kropiwniki II. Kropiwniki I w 15 domach zamieszkiwało 80 osób, a wieś Kropiwniki II w 7 domach zamieszkiwało 39 osób.
Wierni należeli do parafii prawosławnej w Jodach. Miejscowość podlegała pod Sąd Grodzki w Brasławiu i Okręgowy w Wilnie; właściwy urząd pocztowy mieścił się w Jodach.